# Farigia xenopithia
Farigia xenopithia är en fjärilsart som beskrevs av Druce 1911. Farigia xenopithia ingår i släktet Farigia och familjen tandspinnare. Inga underarter finns listade i Catalogue of Life.